# لوفت‌وافه (بوندس‌ور)

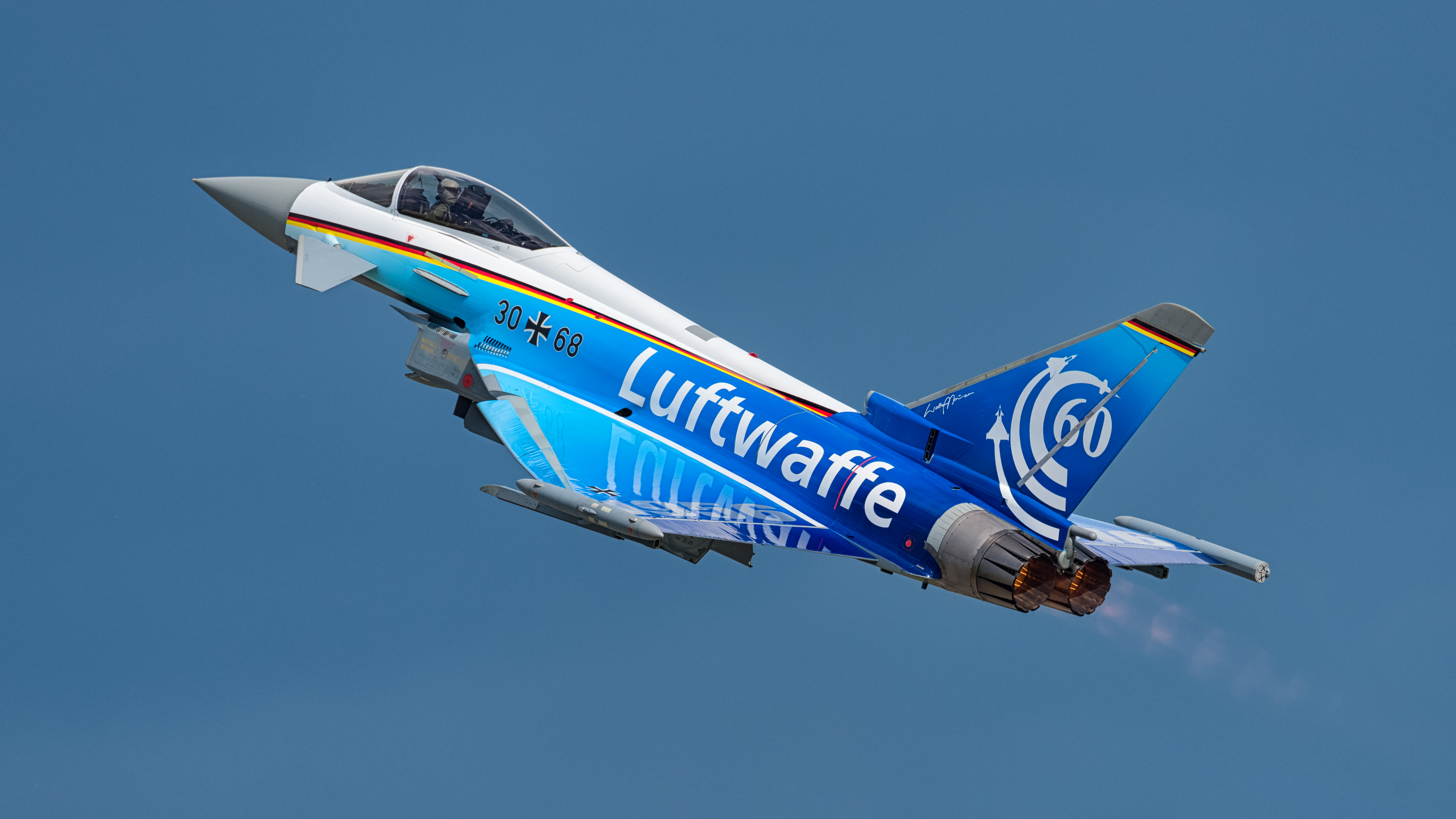
نگاره‌ای از یک فروند یوروفایتر تایفون متعلق به لوفت‌وافه در حین بلندشدن. پدیدهٔ الماس‌های ضربه‌ای که در نگاره قابل مشاهده است.

نیروی هوایی آلمان یا لوفت‌وافه (به آلمانی: Luftwaffe، ت. «سلاح هوایی یا بازوی هوایی»، تلفظ آلمانی: [ˈlʊftvafə] ()) شاخه مسئول رزم هوایی در بوندس‌ور، نیروهای مسلح آلمان، است. نیروی هوایی آلمان (به عنوان بخشی از بوندس‌ور) در سال ۱۹۵۶ در دوران جنگ سرد به‌عنوان شاخه رزم هوایی نیروهای مسلح آلمان غربی تأسیس شد. پس از اتحاد مجدد آلمان غربی و شرقی در سال ۱۹۹۰، با بخش‌هایی از نیروی هوایی آلمان شرقی که خود در سال ۱۹۵۶ به‌عنوان بخشی از ارتش ملی خلق آلمان شرقی تأسیس شده بود، ادغام شد. نیروی هوایی فعلی آلمان و لوفت‌وافه سابق ورماخت که در سال ۱۹۳۵ تأسیس شد و در سال ۱۹۴۵/۴۶ پس از جنگ جهانی دوم به‌طور کامل منحل شد، یک سازمان محسوب نمی‌شوند. واژه «لوفت‌وافه» که هم برای نیروی هوایی سابق و هم برای نیروی هوایی فعلی آلمان استفاده می‌شود، نام عمومی هر نیروی هوایی به زبان آلمانی است.
فرمانده نیروی هوایی آلمان سپهبد اینگو گرهارتس است. از سال ۲۰۱۵، نیروی هوایی آلمان از یازده پایگاه هوایی استفاده می‌کند که دو مورد از آنها هیچ یگان پروازی ندارند. علاوه بر این، نیروی هوایی در سه فرودگاه غیرنظامی حضور دارد. در سال ۲۰۱۲، نیروی هوایی آلمان دارای ۲۸۴۷۵ افسر فعال و ۴۹۱۴ نیروی ذخیره بود.

## نگارخانه

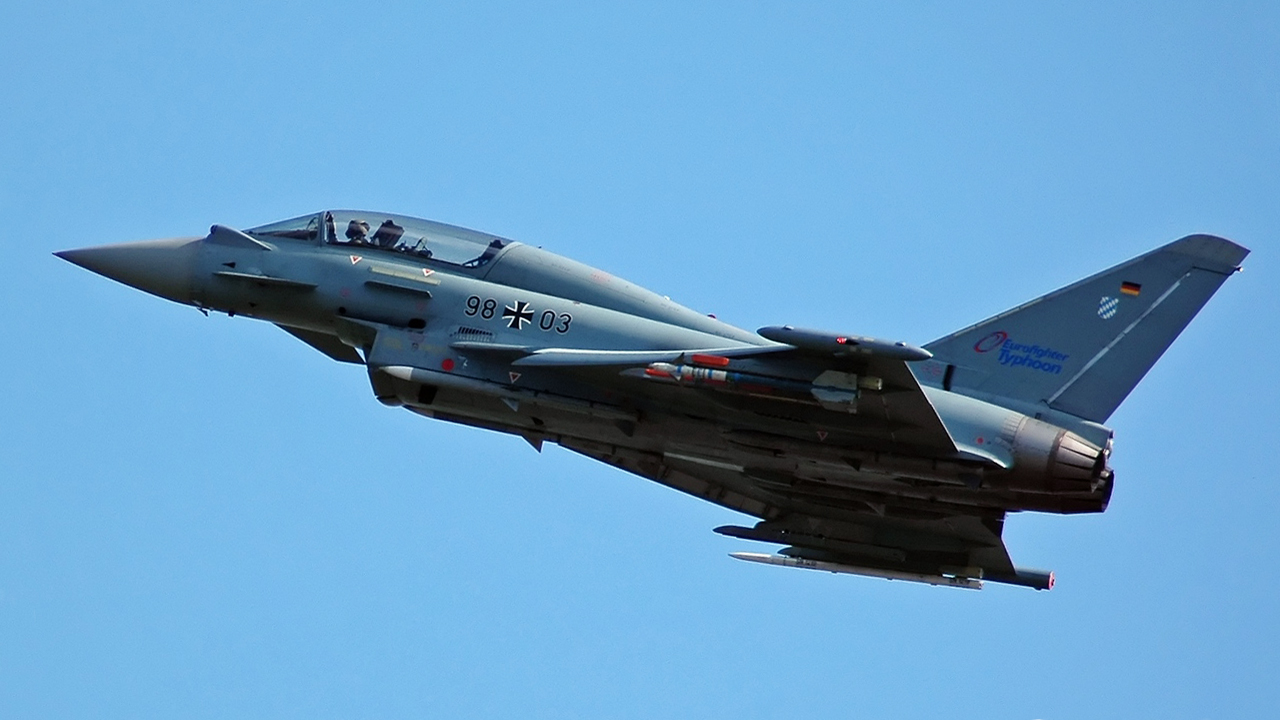
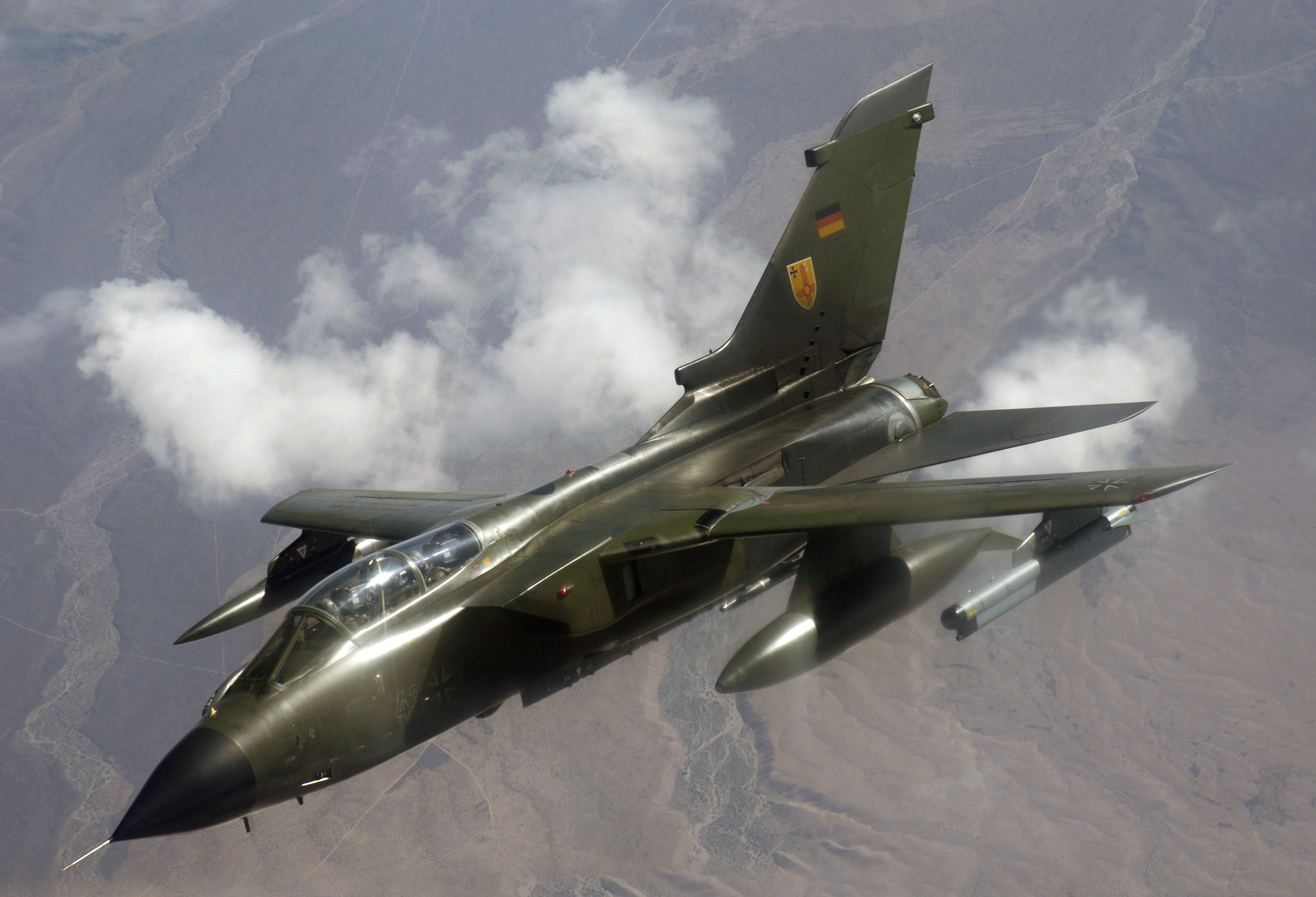
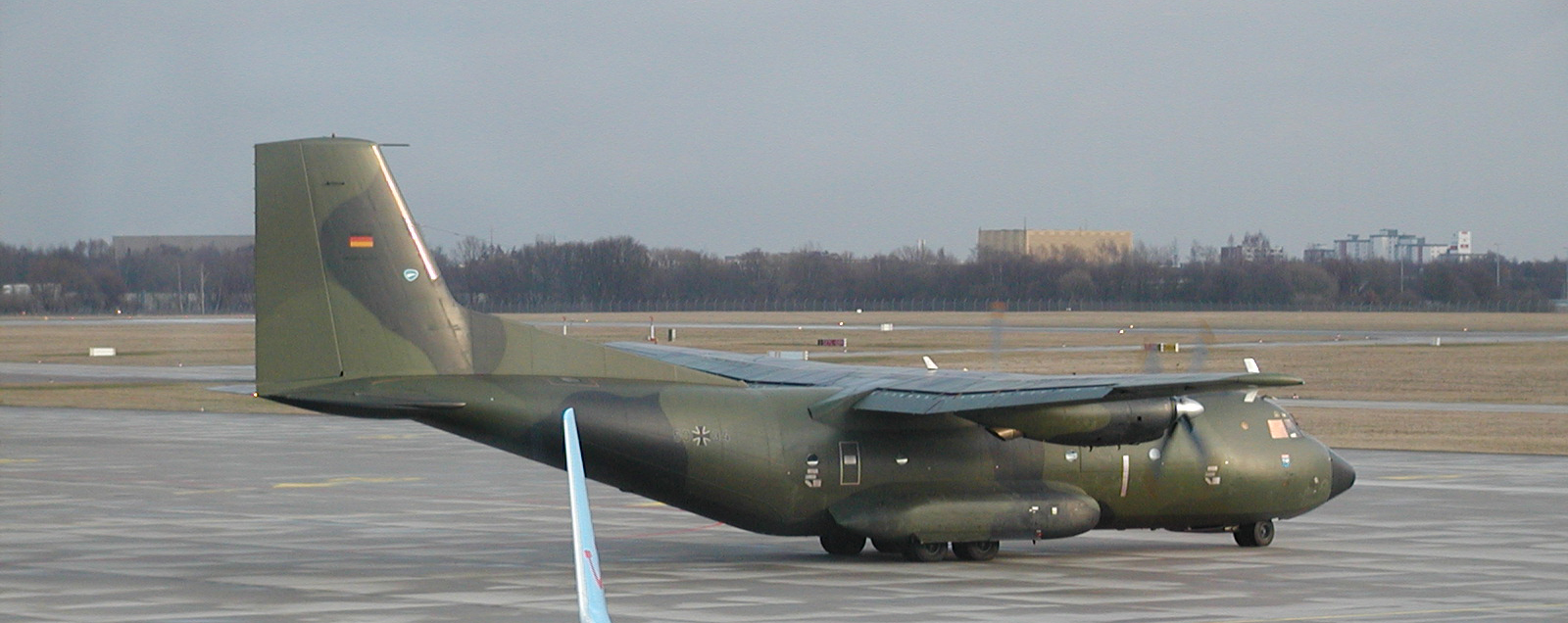
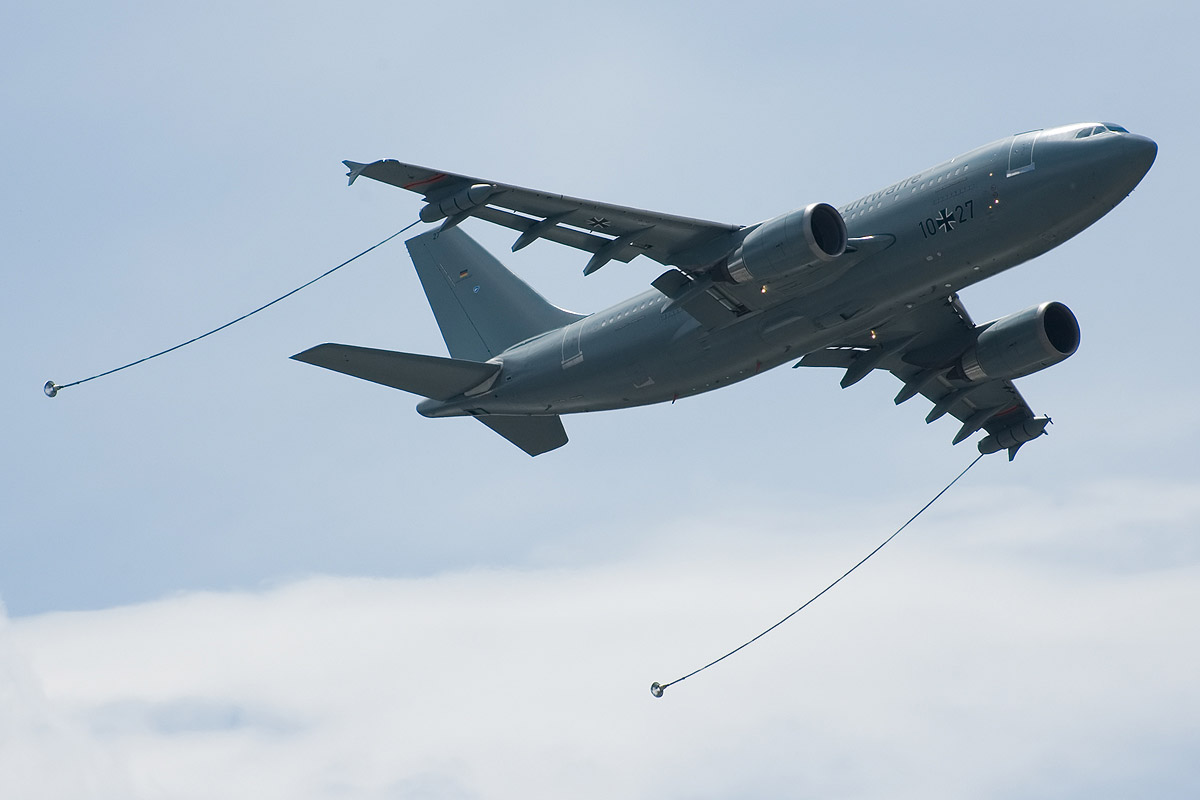
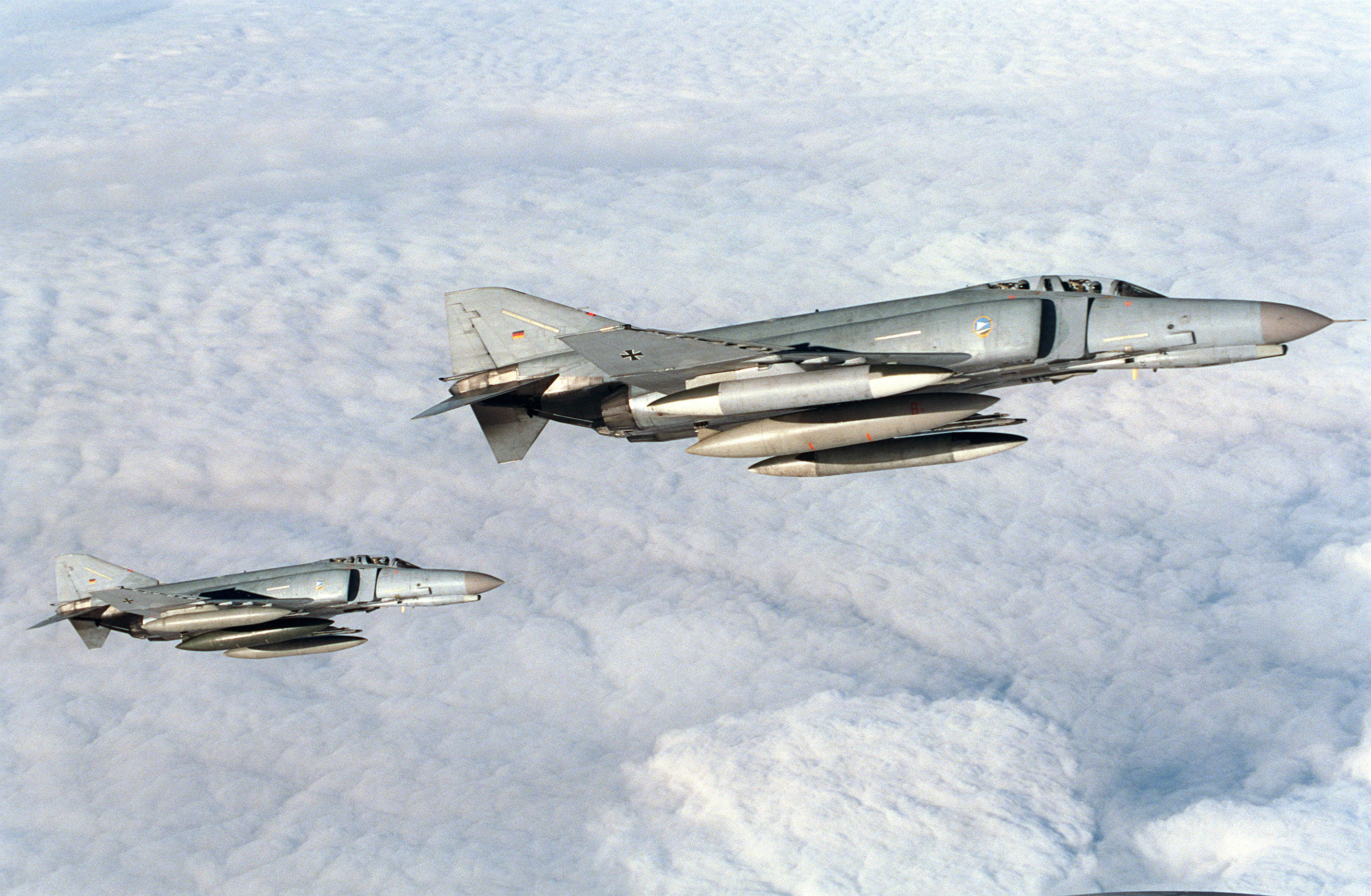
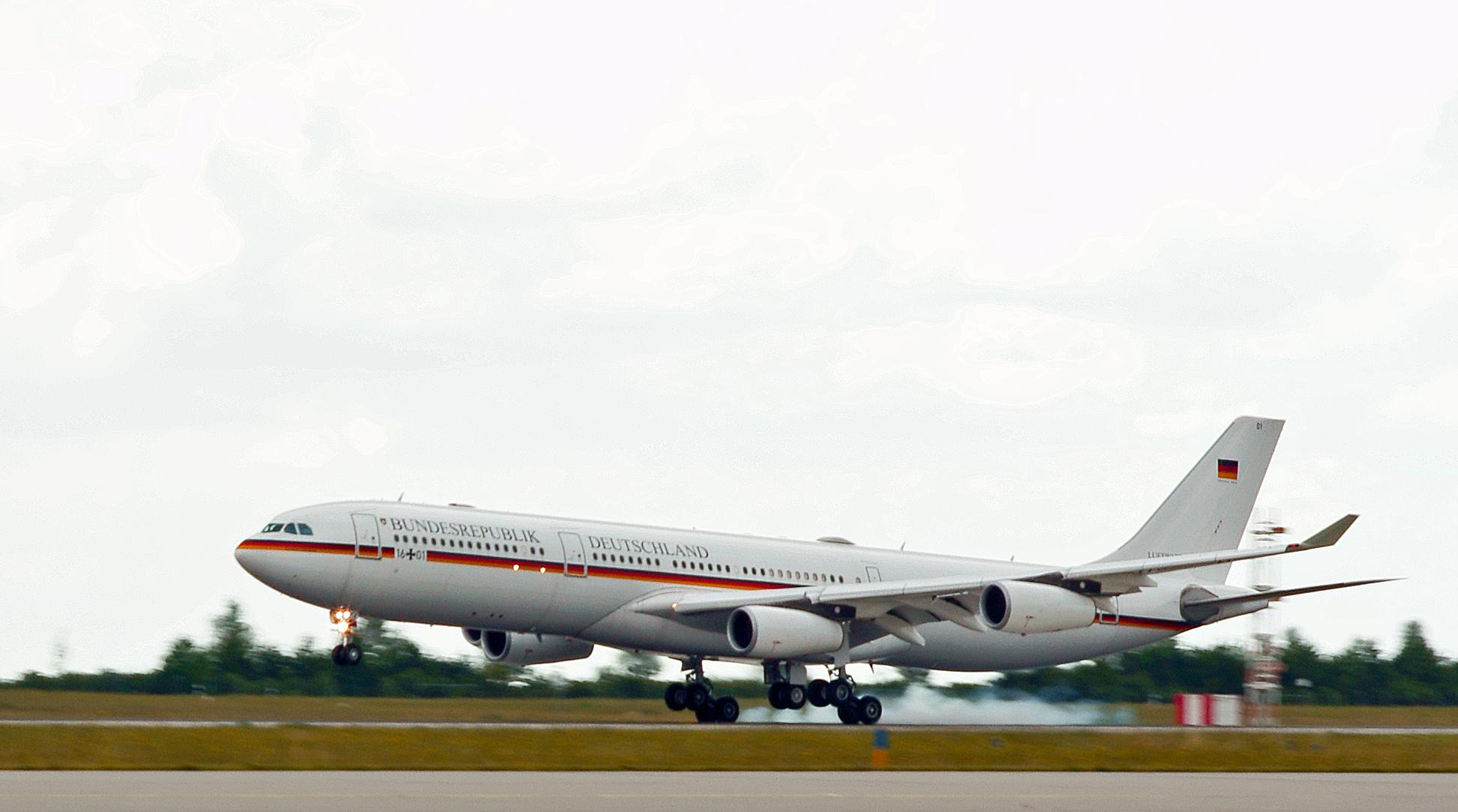
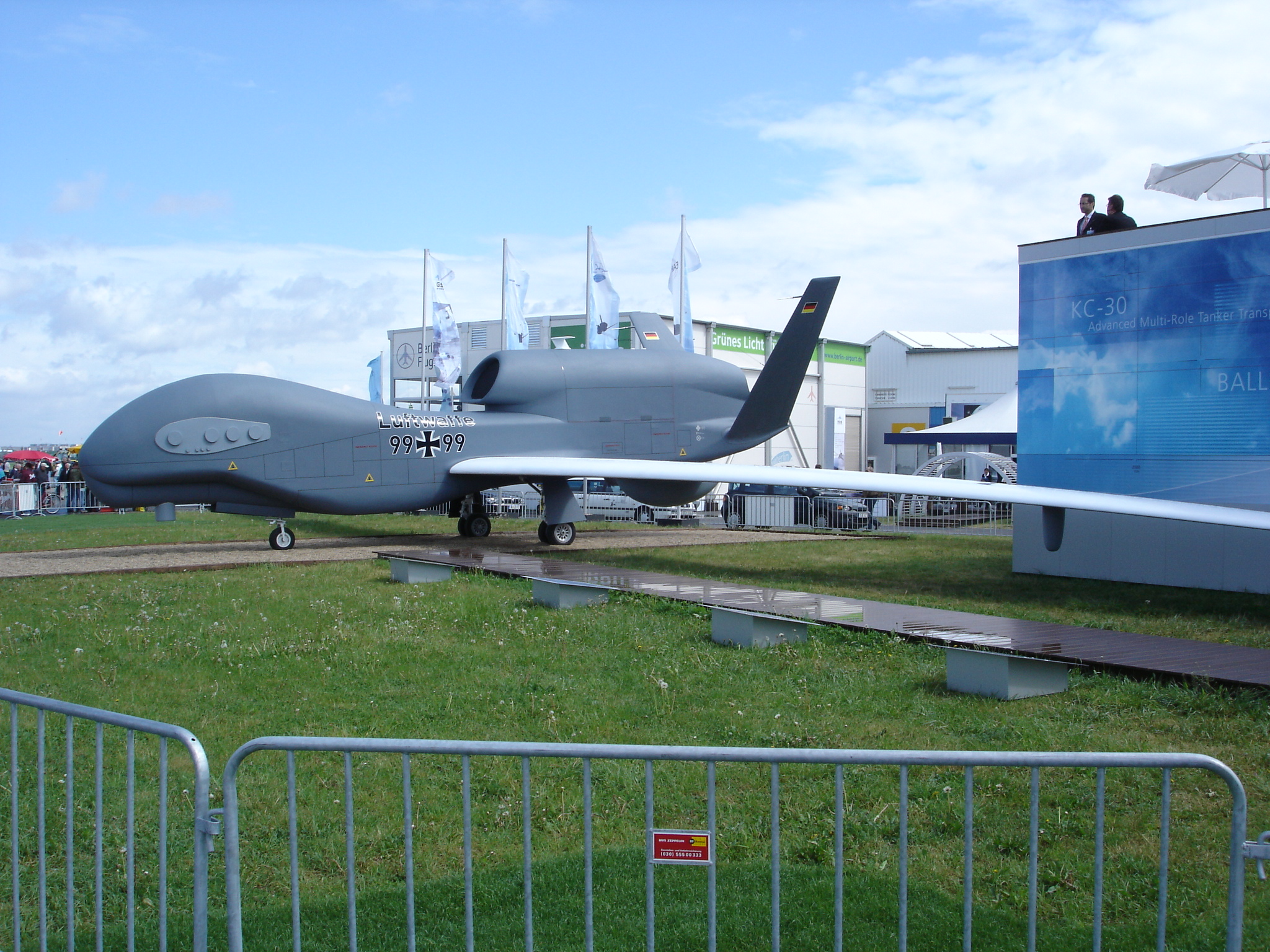

## تجهیزات

### ناوگان کنونی
| هواگرد               | سازنده   | نوع                                    | مدل              | عملیاتی | یادداشت                                   |
| جنگنده               | جنگنده   | جنگنده                                 | جنگنده           | جنگنده  | جنگنده                                    |
| -------------------- | -------- | -------------------------------------- | ---------------- | ------- | ----------------------------------------- |
| پاناویا تورنادو      | چندملیتی | چندمنظوره                              | آی‌دی‌اس           | ۶۸      | دارای بال متحرک                           |
| یوروفایتر تایفون     | چندملیتی | چندمنظوره                              |                  | ۱۴۱     | ۳۸ فروند دیگر سفارش داده‌است               |
| اف-۳۵ لایتنینگ ۲     | آمریکا   | چندمنظوره                              | اف-۳۵ ای         |         | ۳۵ فروند سفارش داده‌است                    |
| جنگ الکترونیک        |          |                                        |                  |         |                                           |
| پاناویا تورنادو      | چندملیتی | SEAD                                   | ئی‌سی‌آر           | ۳۰      |                                           |
| ترابری               |          |                                        |                  |         |                                           |
| ایرباس ای۳۱۹         | چندملیتی | ترابری اختصاصی                         | ای۳۱۹ سی‌جی       | ۳       |                                           |
| ایرباس ای۳۲۱         | چندملیتی | ترابری وی‌آی‌پی                          | ای۳۲۱–۲۰۰        | ۲       |                                           |
| ایرباس ای۳۲۰نئو      | چندملیتی | ترابری / امداد هوایی                   | ای۳۲۱ اِل‌آر       | ۲       |                                           |
| ایرباس ای۳۴۰         | چندملیتی | ترابری اختصاصی                         | ای۳۴۰–۳۰۰        | ۲       |                                           |
| ایرباس ای۳۵۰         | چندملیتی | ترابری اختصاصی                         | ای‌سی‌جی۳۵۰        | ۱       | ۲ فروند سفارش داده‌است – جایگزین ای۳۴۰     |
| ایرباس ای۴۰۰ام       | چندملیتی | strategic airlifter / تانکر هوایی سوخت |                  | ۳۸      | ۱۵ فروند سفارش داه‌است                     |
| گلوبال اکسپرس        | کانادا   | ترابری اختصاصی                         | ۵۰۰۰ / ۶۰۰۰      | ۳ / ۳   | ۳ فروند برای شنود الکترونیک سفارش داده‌است |
| سی-۱۳۰جی سوپر هرکولس | آمریکا   | tactical airlifter                     | سی-۱۳۰جی         | ۳       | ۳ فروند تانکر کی‌سی-۱۳۰جی سفارش داه‌است     |
| بالگرد               |          |                                        |                  |         |                                           |
| سیکورسکی سی‌اچ-۵۳     | آمریکا   | heavy lift                             | سی‌اچ-۵۳جی‌ای/جی‌اس | ۸۱      |                                           |
| یوروکوپتر ئی‌سی۱۴۵    | آلمان    | light utility                          | اچ۱۴۵ام          | ۱۵      | در اختیار فرماندهی نیروهای ویژه آلمان     |
| یوروکوپتر ای‌اس۵۳۲    | فرانسه   | ترابری اختصاصی                         | ای‌اس۵۳۲ یو۲      | ۳       |                                           |
| هواگرد آموزشی        |          |                                        |                  |         |                                           |
| گروب جی۱۲۰تی‌پی       | آلمان    | آموزشی                                 |                  | ۱۱      |                                           |
| پاناویا تورنادو      | چندملیتی | تغییر یافته برای آموزش                 | آی‌دی‌اس           | ۶       |                                           |
| پهپاد                |          |                                        |                  |         |                                           |
| آی‌ای‌آی ایتان         | اسرائیل  | شناسایی                                | هرون تی‌پی        | ۳       | ۵ فروند سفارش داده‌است                     |

## واژه‌نامه
1. ↑  Ingo Gerhartz
2. ↑  Josef Kammhuber
3. ↑  Johannes Steinhoff
4. ↑  Günther Rall